# Colonisation de Jupiter
 (juillet 2008).
Si vous disposez d'ouvrages ou d'articles de référence ou si vous connaissez des sites web de qualité traitant du thème abordé ici, merci de compléter l'article en donnant les références utiles à sa vérifiabilité et en les liant à la section « Notes et références ».

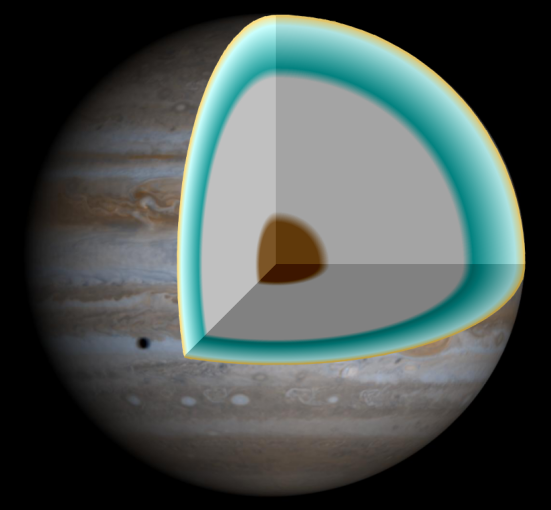
Modèle en coupe de l'intérieur de Jupiter, dont un noyau rocheux entouré d'hydrogène métallique.

La colonisation de Jupiter fait référence à une présence humaine permanente sur Jupiter. Jupiter pourrait accueillir des habitats aérostats et villes flottantes. Jupiter a plusieurs couches dans son atmosphère, certaines ont la même pression que la pression atmosphérique terrestre au niveau de la mer, ou encore un ciel bleu semblable au nôtre. Depuis l'entrée de Galileo dans l'atmosphère de la planète, nous savons que Jupiter a une couche atmosphérique qui a une température moyenne équivalente à celle de la surface terrestre, et dont la pression est d'environ 5 bars. Toutefois, même ici, les habitats aérostats tels que les villes flottantes sont peu envisageables, en raison du fait que Jupiter a une gravité de surface de 2,4 g près de la surface de son atmosphère, et aussi à cause des vents très puissants, dangereux pour d'éventuelles colonies flottantes. 
Les isotopes d'hydrogène et d'hélium sont présents en grande quantité dans l'atmosphère jovienne. Du fait de cette forte concentration, une fuite de dioxygène gazeux ou liquide dans l'atmosphère pourrait causer une explosion catastrophique.
Les radiations et la pesanteur sont susceptibles de rendre infaisable l'exploitation de l'hélium 3. Toutefois, sa gravité est un avantage considérable puisqu'elle permettrait de fournir un appui gravitationnel à un engin spatial pour raccourcir le temps de voyage vers les autres géantes gazeuses.

## Compléments